# Italo Righi
Italo Righi (* 14. Juni 1959 in Sassofeltrio) ist ein Politiker aus San Marino.

## Leben
Righi arbeitet seit 1990 als Fahrlehrer. Er trat 1985 in die PDCS  ein. Von 1984 bis 1994 war Mitglied des Rats der Gemeinde Montegiardino, von 1997 bis 2008 Bürgermeister (Capitano) von Montegiardino. 2008 wurde er auf der Liste der PDCS in den Consiglio Grande e Generale, das Parlament San Marinos, gewählt, 2012 wurde er erneut ins Parlament gewählt. Er war Mitglied im Außen- und Innenausschuss. Für die Periode vom 1. April 2012 bis 1. Oktober 2012 war er gemeinsam mit Maurizio Rattini Capitano Reggente (Staatsoberhaupt) von San Marino. In der Legislaturperiode ab 2012 ist er Mitglied im Consiglio dei XII und dem Außenausschuss.
Righi lebt in Montegiardino, ist verheiratet und hat drei Kinder und drei Enkel.